# Deutsche Gesellschaft 1914

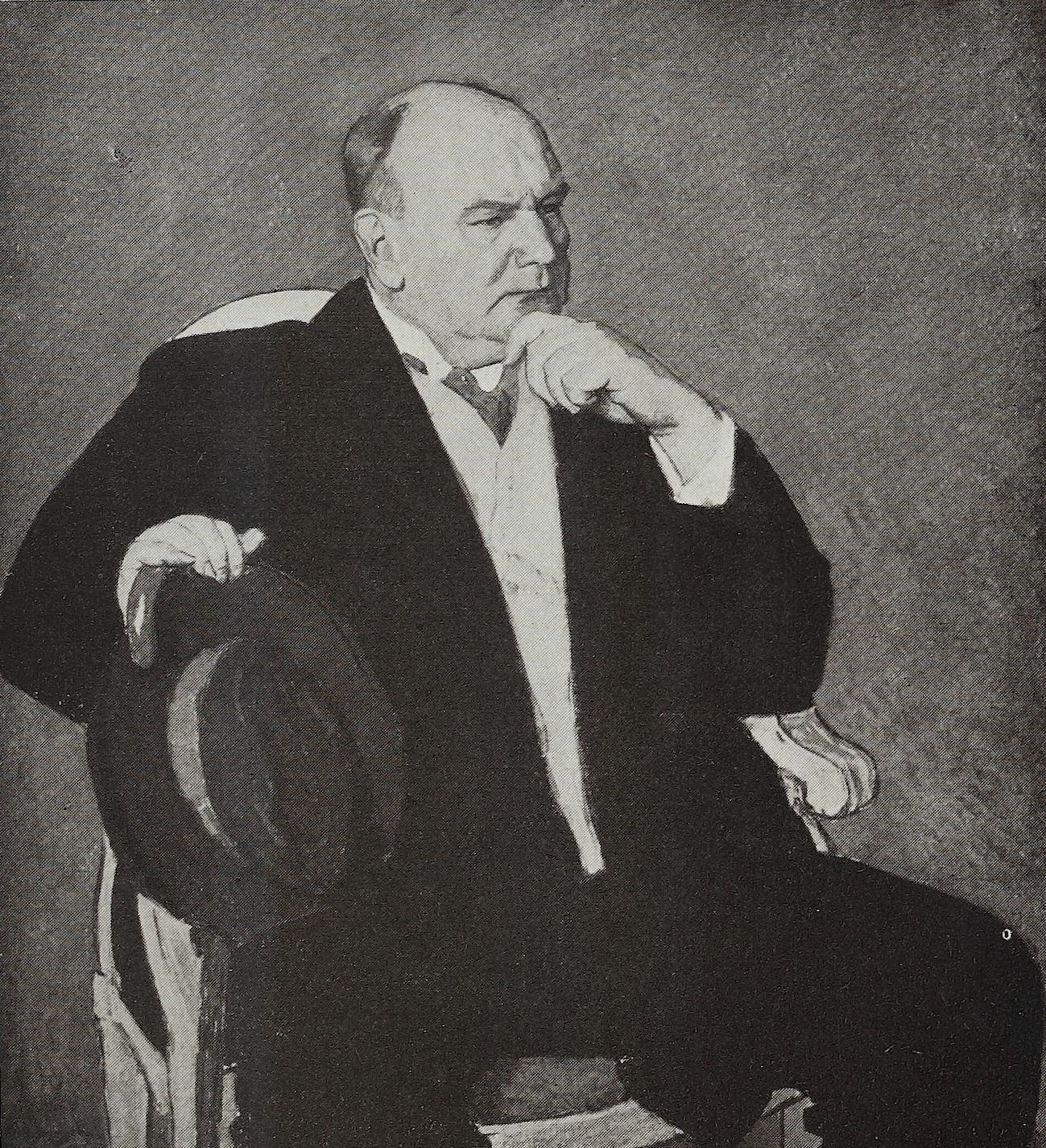
Wilhelm Solf, Vorsitzender der Deutschen Gesellschaft 1914

Die Deutsche Gesellschaft 1914 war ein politischer Club, der am 28. November 1915 von Karl Gustav Vollmoeller gegründet wurde. Er sollte gemäßigte Vertreter unterschiedlicher Weltanschauungen zur Diskussion zusammenbringen, um den Geist von 1914 und die Burgfriedenspolitik zu bewahren. Wilhelm Solf (Staatssekretär des Reichskolonialamtes) war der erste und letzte Präsident des Klubs.

## Geschichte
Mit Kriegsausbruch 1914 rückten die politischen Differenzen in Vergessenheit und die Vertreter unterschiedlicher Ansichten kamen erstmals ungezwungen unter dem Zeichen gleicher Ideale zusammen. Diese politische Atmosphäre wollten Reichskanzler Theobald von Bethmann Hollweg und seine Regierungsmitglieder Wilhelm Solf und Gottlieb von Jagow erhalten.
Im Zusammenhang mit dem Aufruf „An die Kulturwelt“ 1914 gründete Karl Gustav Vollmoeller gemeinsam mit Richard Dehmel sowie in enger Absprache mit Walther Rathenau und Robert Bosch den Klub. Hierüber berichten diverse Zeitzeugen, so Harry Graf Kessler in seiner Rathenaubiographie:

„Er [Walther Rathenau] beteiligt sich an den Klub-Gründungen, die den ‚Burgfrieden‘ durch gesellschaftliche Fühlung zwischen Vertretern verschiedener politischer Richtungen befestigen sollten: insbesondere an der von Carl Vollmöller ins Leben gerufenen Deutschen Gesellschaft 1914’ und der von Ludwig Stein und dem Reichstagsabgeordneten Bassermann begründeten  ‚Mittwochs-Gesellschaft‘.“

In seiner Eröffnungsrede im November 1915 in München drückte Staatssekretär Solf den Zweck der Gesellschaft aus: Sie solle Angehörigen verschiedener Schichten und auch gerade Wortführern von Gegensätzen die Möglichkeit zur Aussprache von Mensch zu Mensch bieten. Solf rief im Sinne Johann Gottlieb Fichtes zur Veredelung der Vaterlandsliebe zur Hülle des Ewigen auf. Gleichzeitig pries er die Individualität jeder einzelnen Persönlichkeit und das Wirken des freien Mannes. Er zitierte den Freiherrn vom Stein, indem er erklärte, die Schwäche der preußischen Monarchie gegen ihre Nachbarstaaten müsse durch moralische und intellektuelle Kräfte ausgeglichen werden. Dabei gehe es um Qualität, nicht Quantität der Menschen.
Bernd Sösemann beschreibt den Auftakt der Gründung so:

„Am 28. November 1915 wurde die ‚Deutsche Gesellschaft 1914‘ gegründet. Ihr größter Mäzen, der Industrielle Robert Bosch, stiftete die Ausstattung der Räume in dem Pringsheimschen Palais, das er außerdem noch für einen geringen Mietzins zur Verfügung stellte. Die Eröffnungsansprache hielt der erste Präsident des Klubs, der Staatssekretär im Reichskolonialamt, Wilhelm Solf.“

Bald nach der Gründung stieg die Mitgliederzahl der in Berlin und München ansässigen Gesellschaft auf über 900 an. Mitte der 1920er Jahre versammelte der Club sogar über 2.000 Mitglieder. Mitgliederverzeichnisse erschienen 1916, 1918, 1919, 1921, 1925, 1927 und 1932. Ab 1925 sind den Namen die Mitgliedsnummern hinzugefügt, die in der Reihenfolge des Eintritts vergeben wurden, insgesamt fast 4.000. Außerdem werden ab spätestens 1924 die Vortragsthemen aufgeführt.
Theodor Heuss schrieb in seiner Biographie über Robert Bosch auch eine Passage über die Deutsche Gesellschaft 1914:

„Deutschland kannte nicht den politischen Club der angelsächsischen Welt, hier sollte er nachgebildet werden, doch nicht in einem ausschließenden, sondern in einem umfassenden Sinne: Der Konservative und Sozialdemokrat, der Industrielle und Gelehrte, der Künstler und Beamte, der Grundbesitzer und Gewerkschaftsführer, sofern sie aus der Fachenge und Interessenverwicklung herausstrebten und in ihrer Persönlichkeit einen gewissen Rang darstellten, mochten sich hier begegnen, frei gelöst. Vorausgesetzt war die vaterländische Grundhaltung, die dem Partner auch bei unterschiedlicher Programmatik zuzubilligen war.“

1934 erfolgte die Selbstauflösung der Gesellschaft. Damit kam Solf der von den Nazis gewünschten Zwangsarisierung zuvor. Selbst zu diesem Zeitpunkt stellten Juden noch knapp ein Drittel der Klubmitglieder. Die Deutsche Gesellschaft 1914 war eine der wenigen namhaften Organisationen, die Hitler bis zu seiner Machtergreifung mit Redeverbot in ihren Räumlichkeiten belegten. Ein kleiner Teil der Mitglieder ging in die „Nachfolge-Einrichtung“ SeSiSo-Club über. Aus den Kreisen dieser Vereine bildete sich in der Zeit des Nationalsozialismus die Widerstandsgruppe Solf-Kreis. Außerdem bestanden Verbindungen zum 20. Juli.

## Berühmte Mitglieder
| - Wilhelm Solf und Hanna Solf (Vertreter liberaler Außenpolitik, Gründer und Vorsitzender der Deutschen Gesellschaft 1914) - Curt Baake (Journalist und Politiker) - Hermann Bahr (Schriftsteller) - Albert Ballin (Industrieller) - Otto Bartning (Architekt) - Peter Behrens (Architekt) - Robert Bosch (Industrieller) - Paul Cassirer - Gustav Krupp von Bohlen und Halbach (Industrieller) - Alfred Hugenberg - Eduard von Capelle (Admiral) - Richard Dehmel (Dichter, Schriftsteller) - Hans Delbrück - Felix Deutsch (Industrieller – AEG) - Eugen Diederichs (Verleger) - Lovis Corinth (Maler) - Guido Henckel von Donnersmarck (Reichsgraf, Gutsbesitzer und Industrieller) - Friedrich Carl Duisberg (Industrieller) - Matthias Erzberger (Reichstagsabgeordneter, Zentrumspartei) - Samuel Fischer (Verleger) - Hermann Göring - Olaf Gulbransson (Maler und Karikaturist) - Herbert M. Gutmann (Bankier, Sammler) - Fritz Haber (Chemiker) - Kurt Hahn (Pädagoge), Mitgliedsnr. 1633 - Maximilian Harden (Publizist) - Adolf von Harnack (Theologe) - Gerhart Hauptmann (Schriftsteller) - Thomas Theodor Heine (Maler und Schriftsteller) - Georg von Hertling (Reichskanzler) - Theodor Heuss - Oskar von Hindenburg (Generalmajor, Sohn des Reichspräsidenten Paul von Hindenburg) - Hellmuth Hirth (Flugpionier und -konstrukteur) - Hugo von Hofmannsthal (Schriftsteller) - Henning von Holtzendorff (Admiral) | - Siegfried von Kardorff (Mitglied des preußischen Landtages, Freikonservative Partei) - Anton Kippenberg (Verleger, Sammler) - Emil Kirdorf (Industrieller) - Georg Kolbe (Bildhauer) - Richard von Kühlmann (Diplomat, Außenminister) - Heinrich Lassen (Architekt) - Max Liebermann (Maler) - Thomas Mann (Schriftsteller) - Franz von Mendelssohn (Bankier) - Helmuth Johannes Ludwig von Moltke (Heeresführer des Ersten Weltkrieges) - Rudolf Mosse (Verleger) - Karl Ernst Osthaus (Kunstmäzen) - Friedrich von Payer (Vizekanzler) - Rudolf Pechel (Publizist) - Walther Rathenau (Industrieller) - Max Reinhardt (Theaterregisseur, Theaterintendant) - Hjalmar Schacht (Bankier) - Paul Schultze-Naumburg - Max Slevogt (Maler) - Hugo Stinnes (Industrieller und Politiker) - Richard Strauss (Komponist und Dirigent) - Gustav Stresemann - Albert Südekum (Reichstagsabgeordneter, SPD) - Wilhelm von Stumm (Diplomat) - August Thyssen (Industrieller) - Louis-Ferdinand Ullstein (Verleger) - Karl Gustav Vollmoeller (Dichter, Dramatiker, Film-, Auto- und Flugzeugpionier) - Frank Wedekind (Schriftsteller) - Ulrich von Wilamowitz-Moellendorff (Klassischer Philologe und Übersetzer) - Heinrich Wölfflin (Kunsthistoriker) - Theodor Wolff (Schriftsteller und Publizist) - Ferdinand Graf von Zeppelin (Luftschiffkonstrukteur) |